# Karl Frederick
Karl Telford Frederick (ur. 2 lutego 1881 w Chateaugay, zm. 11 lutego 1963 w Port Chester) – amerykański strzelec i prawnik, trzykrotny mistrz olimpijski.

## Życiorys
W 1903 roku ukończył Princeton University, a w 1908 roku uzyskał tytuł bachelor of laws na Harvard Law School. Przez wiele lat pracował w zawodzie prawnika w Nowym Jorku. Był przewodniczącym New York State Conservation Council, starszym członkiem zarządu i wiceprzewodniczącym komitetu wykonawczego American Forestry Association.
Frederick wystąpił na Letnich Igrzyskach Olimpijskich 1920 w przynajmniej czterech konkurencjach. W drużynowym strzelaniu z pistoletu wojskowego z 30 m zdobył wraz z członkami reprezentacji złoty medal, osiągając trzeci rezultat wśród amerykańskich zawodników (skład zespołu: Karl Frederick, Louis Harant, Michael Kelly, Alfred Lane, James Snook). W pistolecie dowolnym z 50 metrów wygrał zarówno w zawodach indywidualnych, jak i drużynowych (skład drużyny – poza Raymondem Brackenem, który zastąpił Louisa Haranta – był taki sam).
Frederick jest dwukrotnym medalistą mistrzostw świata, stając na podium wyłącznie w konkurencjach drużynowych. Zdobył brąz w 1922 roku oraz złoto w 1923 roku.
Był kapitanem strzeleckiej reprezentacji narodowej podczas Letnich Igrzysk Olimpijskich 1948. Pełnił później funkcję przewodniczącego National Rifle Association of America i wiceprzewodniczącym U.S. Revolver Association.

## Wyniki

### Igrzyska olimpijskie
| Igrzyska | Konkurencja                        | Wynik                                      | Miejsce | Źródło |
| -------- | ---------------------------------- | ------------------------------------------ | ------- | ------ |
| IO 1920  | Pistolet wojskowy, 30 m            | 262 pkt.                                   | ?       | [ 4 ]  |
| IO 1920  | Pistolet wojskowy, 30 m, drużynowo | 1310 pkt. (druż.) 262 pkt. ind. (89–86–87) |         | [ 5 ]  |
| IO 1920  | Pistolet dowolny, 50 m             | 496 pkt.                                   |         | [ 6 ]  |
| IO 1920  | Pistolet dowolny, 50 m, drużynowo  | 2372 pkt. (druż.) 496 pkt. (ind.)          |         | [ 7 ]  |

### Medale mistrzostw świata
Opracowano na podstawie materiałów źródłowych:
| Mistrzostwa     | Konkurencja                       | Wynik             | Miejsce |
| --------------- | --------------------------------- | ----------------- | ------- |
| Mediolan 1922   | Pistolet dowolny, 50 m, drużynowo | 2461 pkt. (druż.) |         |
| Camp Perry 1923 | Pistolet dowolny, 50 m, drużynowo | 2540 pkt. (druż.) |         |